# Transneft
Transneft est une entreprise russe qui transporte du pétrole. Elle fait partie de l'indice RTS.

## Historique
En novembre 2010, plusieurs publications ont paru dans les médias russes portant sur le détournement d'argent par Transneft lors de la construction de l'oléoduc Oléoduc Sibérie orientale - océan Pacifique,,,,,. En 2021, le chiffre d'affaires de la société s'élève à 10 milliards d'euros.